# 王章俊
王章俊是一位中國導演及編劇，主要作品为《賽爾號》動畫片以及大电影系列、炫动系列动画《动物救援站》、央视系列动画《我爸爸是机器人》等。

## 作品
- 賽爾號動畫片（1－10季）
- 賽爾號大電影1：尋找鳳凰神獸（2011）
- 賽爾號大電影2：雷伊與邁爾斯（2012）
- 賽爾號大電影3：戰神聯盟（2013）
- 賽爾號大電影4：聖魔之戰（2014）[1]
- 賽爾號大電影5：雷神崛起（2015）[2]
- 賽爾號大電影6：聖者無敵（2017）[3]
- 賽爾號大電影7：瘋狂機器城（2019）